# Jhonier Viveros
Jhonier Viveros (Robles, Valle del Cauca, Colombia, 28 de abril de 1992) es un futbolista colombiano. Juega como centrocampista y su equipo actual es el Sport Huancayo de la Liga 1 de Perú.

## Estadísticas
Actualizado al último partido disputado el 18 de mayo de 2023
| Club                              | Div.          | Temporada     | Liga  | Liga  | Copas nacionales | Copas nacionales | Copas internacionales | Copas internacionales | Total | Total |
| Club                              | Div.          | Temporada     | Part. | Goles | Part.            | Goles            | Part.                 | Goles                 | Part. | Goles |
| --------------------------------- | ------------- | ------------- | ----- | ----- | ---------------- | ---------------- | --------------------- | --------------------- | ----- | ----- |
| Deportes Quindío · Colombia       | 1.ª           | 2011          | 1     | 0     | 2                | 0                | —                     | —                     | 3     | 0     |
| Deportes Quindío · Colombia       | Total club    | Total club    | 1     | 0     | 2                | 0                | 0                     | 0                     | 3     | 0     |
| Boca Juniors de Cali · Colombia   | 2.ª           | 2012          | 7     | 0     | 2                | 1                | —                     | —                     | 9     | 1     |
| Boca Juniors de Cali · Colombia   | Total club    | Total club    | 7     | 0     | 2                | 1                | 0                     | 0                     | 9     | 1     |
| Atlético F. C. · Colombia         | 2.ª           | 2013          | 13    | 1     | 4                | 0                | —                     | —                     | 17    | 1     |
| Atlético F. C. · Colombia         | Total club    | Total club    | 13    | 1     | 4                | 0                | 0                     | 0                     | 17    | 1     |
| Unión Magdalena · Colombia        | 2.ª           | 2014          | 41    | 8     | 3                | 0                | —                     | —                     | 44    | 8     |
| Unión Magdalena · Colombia        | 2.ª           | 2015          | 37    | 8     | —                | —                | —                     | —                     | 37    | 8     |
| Once Caldas · Colombia            | 1.ª           | 2016          | 35    | 2     | 4                | 0                | —                     | —                     | 39    | 2     |
| Once Caldas · Colombia            | Total club    | Total club    | 35    | 2     | 4                | 0                | 0                     | 0                     | 39    | 2     |
| Independiente Medellín · Colombia | 1.ª           | 2017          | 2     | 0     | 1                | 0                | 1                     | 0                     | 4     | 0     |
| Independiente Medellín · Colombia | Total club    | Total club    | 2     | 0     | 1                | 0                | 1                     | 0                     | 4     | 0     |
| Cortuluá · Colombia               | 1.ª           | 2017          | 17    | 1     | —                | —                | —                     | —                     | 17    | 1     |
| Cortuluá · Colombia               | Total club    | Total club    | 17    | 1     | 0                | 0                | 0                     | 0                     | 17    | 1     |
| Unión Magdalena · Colombia        | 2.ª           | 2018          | 28    | 10    | —                | —                | —                     | —                     | 28    | 10    |
| América de Cali · Colombia        | 1.ª           | 2019          | 20    | 1     | 4                | 1                | —                     | —                     | 24    | 2     |
| América de Cali · Colombia        | Total club    | Total club    | 20    | 1     | 4                | 1                | 0                     | 0                     | 24    | 2     |
| Unión Magdalena · Colombia        | 1.ª           | 2020          | 18    | 2     | —                | —                | —                     | —                     | 18    | 2     |
| Unión Magdalena · Colombia        | Total club    | Total club    | 124   | 28    | 3                | 0                | 0                     | 0                     | 127   | 28    |
| Atlético Bucaramanga · Colombia   | 1.ª           | 2021          | 30    | 1     | 3                | 0                | —                     | —                     | 33    | 1     |
| Atlético Bucaramanga · Colombia   | Total club    | Total club    | 30    | 1     | 3                | 0                | 0                     | 0                     | 33    | 1     |
| Jaguares de Córdoba · Colombia    | 1.ª           | 2022          | 34    | 6     | 2                | 0                | —                     | —                     | 36    | 6     |
| Jaguares de Córdoba · Colombia    | 1.ª           | 2023          | 33    | 3     | 3                | 0                | —                     | —                     | 36    | 3     |
| Jaguares de Córdoba · Colombia    | Total club    | Total club    | 67    | 8     | 5                | 1                | 0                     | 0                     | 72    | 9     |
| Sport Huancayo · Perú             | 1.ª           | 2024          | —     | —     | —                | —                | —                     | —                     | 0     | 0     |
| Sport Huancayo · Perú             | Total club    | Total club    | 0     | 0     | 0                | 0                | 0                     | 0                     | 0     | 0     |
| Total carrera                     | Total carrera | Total carrera | 316   | 42    | 24               | 3                | 1                     | 0                     | 341   | 45    |

## Palmarés

### Títulos nacionales
| Título              | Club            | País     | Temporada |
| ------------------- | --------------- | -------- | --------- |
| Categoría Primera A | América de Cali | Colombia | 2019-II   |